# هيكتور رويز
هيكتور رويز (بالإسبانية: Héctor Ruiz)‏ هو لاعب كرة سلة أوروغوياني. مثّل منتخب بلاده. شارك في دورة الألعاب الأولمبية الصيفية سنة 1948.

## روابط خارجية
- هيكتور رويز على موقع الاتحاد الدولي لكرة السلة (الإنجليزية)
- هيكتور رويز على موقع سبورتس رفرنس (الإنجليزية)
- هيكتور رويز على موقع اللجنة الأولمبية الدولية (الإنجليزية)
- هيكتور رويز على موقع أوليمبيديا (الإنجليزية)